# Natalizumab
El natalizumab, comercializado principalmente bajo el nombre de Tysabri, es un anticuerpo monoclonal humanizado que puede actuar para suprimir la actividad inflamatoria presente en el área enferma e inhibir el reclutamiento y la migración de células inmunes hacia los tejidos inflamados. Se emplea en el tratamiento de la esclerosis múltiple (EM) y la enfermedad de Crohn.

## Historia
A finales del año 2004 se autorizó su uso por la FDA estadounidense en la esclerosis múltiple. Tras unos meses en suspensión tras detectarse una complicación grave en dos pacientes con (leucoencefalopatía multifocal progresiva) se reinstauró su comercialización tras comprobar lo infrecuente de esta complicación y su posible relación con la administración asociada a interferón beta.

## Mecanismo de acción
Las integrinas están presentes en diversas células del organismo, entre ellas los leucocitos. Entre sus funciones están la de facilitar el paso de estas células a través de los diferentes compartimentos del organismo. Por ello su neutralización mediante la administración de este anticuerpo monoclonal pretende impedir el paso de linfocitos y monocitos por ejemplo al sistema nervioso central. El objetivo es la reducción de la respuesta inflamatoria en esa localización lo cual es útil en enfermedades inflamatorias diversas, por ejemplo la esclerosis múltiple y la enfermedad de Crohn.
En particular, natalizumab se une a la integrina alfa-4-beta-1, bloqueando la interacción con su receptor análogo, la molécula de adhesión de células vasculares 1 (VCAM-1), y a los ligandos osteopontina y segmento de conexión 1 (CS-1), un dominio alternativamente dividido de la fibronectina. El natalizumab bloquea la interacción de la integrina alfa-4-beta-7 con la molécula de adhesión celular de adresina mucosal 1 (MadCAM-1). La alteración de estas interacciones moleculares evita la migración de los leucocitos mononucleares a través del endotelio hacia el tejido parenquimatoso inflamado. Un mecanismo de acción complementario del natalizumab puede consistir en suprimir las reacciones inflamatorias en curso en los tejidos afectados mediante una inhibición de la interacción de los leucocitos con expresión alfa-4 con sus ligandos en la matriz extracelular y en las células parenquimatosas. De este modo, natalizumab puede actuar para suprimir la actividad inflamatoria presente en el área enferma e inhibir el reclutamiento y la migración de células inmunes hacia los tejidos inflamados
En la EM, se cree que las lesiones ocurren cuando linfocitos T activados atraviesan la barrera hematoencefálica (BHE). La migración de leucocitos a través de la BHE supone una interacción entre moléculas de adhesión de las células inflamatorias y de las células endoteliales de la pared vascular. La interacción entre alfa-4-beta-1 y sus dianas representa un componente importante de la inflamación patológica del encéfalo y la alteración de dicha interacción conduce a una disminución de la inflamación. En condiciones normales, la VCAM-1 no se expresa en el parénquima del encéfalo. Sin embargo, en presencia de citoquinas proinflamatorias, se sobreactiva la VCAM-1 de las células endoteliales, y posiblemente de las células gliales, cerca de los focos de inflamación. En la aparición de la inflamación del sistema nervioso central (SNC) en la EM, la interacción de alfa-4-beta-1 con la VCAM-1, el CS-1 y la osteopontina constituye el mecanismo de mediación de la migración y la firme adhesión de los leucocitos al parénquima encefálico y puede perpetuar la cascada inflamatoria en el tejido del SNC. El bloqueo de las interacciones moleculares de alfa-4-beta-1 con sus dianas reduce la actividad inflamatoria presente en el encéfalo en la EM e inhibe el reclutamiento de nuevas células inmunes y su migración al tejido inflamado, reduciendo así la formación o la extensión de lesiones de EM.

## Vía de administración
Se administra por vía intravenosa.

## Ensayos clínicos
En la esclerosis múltiple se han realizado dos ensayos clínicos que han demostrado su utilidad para reducir el número de brotes de la enfermedad durante los dos primeros años de uso (solo disponemos de datos fiables a ese plazo y se desconoce si seguirá siendo útil o si producirá efectos negativos a más largo plazo). La eficacia clínica parece ser superior a la de los demás fármacos utilizados en esta enfermedad, aunque no se han realizado estudios comparativos.
Se emplea solo en la forma remitente-recidivante de la enfermedad, esto es, en la que cursa en brotes. Principalmente por lo novedoso del fármaco y por el temor a infecciones oportunistas, su empleo está sometido a controles y seguimiento estricto y solo se recomienda en pacientes que no se han beneficiado, o insuficientemente, de los tratamientos actualmente considerados de primera línea (interferón beta, glatirámero).